# Mariano Ignacio Prado
Mariano Ignacio Prado Ochoa (Huánuco, 18 juillet 1826 – Paris, 5 mai 1901) est un militaire et homme d'État péruvien, qui est le principal dirigeant du Pérou entre 1865 et 1879. 

## Carrière
Chef de la révolution d'Arequipa, il renverse le gouvernement du président Pedro Diez Canseco, dissout le congrès et prend les pleins pouvoirs le 28 novembre 1865. Victime de la contre-attaque républicaine, il est contraint d'abandonner le pouvoir et de s'exiler en 1867. 
De retour au Pérou, il reprend les armes et triomphe par un coup d'État qui le ramène au pouvoir en 1876. D'abord conservateur, il finit par adopter une politique progressiste et signe une nouvelle constitution. Mais cette dernière, qui favorise la bourgeoisie et les militaires, est largement contestée par la classe politique. Impopulaire, il est déposé par un coup d'État pacifique qui rétablit la constitution républicaine et l'oblige à l'exil. 
Ses trois fils seront plus tard des personnalités importantes de la république du Pérou. 